# سان-موريس-دو-ريمون
سان-موريس-دو-ريمون (بالفرنسية: Saint-Maurice-de-Rémens)‏ هي بلدية فرنسية تقع في إقليم الآن في فرنسا. رمز إنسي لها هو:1379. أما الرمز البريدي لها فهو: 1500.